# Unité urbaine de Gonfaron
L'unité urbaine de Gonfaron est une unité urbaine française centrée sur les communes de Besse-sur-Issole, Carnoules, Gonfaron et Pignans dans le département français du Var en Provence-Alpes-Côte-d'Azur.

## Données générales
Dans le zonage réalisé par l'Insee en 2010, l'unité urbaine n'était composée que d'une commune.
Dans le nouveau zonage réalisé en 2020, elle est composée de quatre communes, les communes de Besse-sur-Issole, Carnoules et Pignans, qui constituaient dans le zonage de 2010 l'unité urbaine de Carnoules, ayant été ajoutées au périmètre.
En 2022, avec 16 359 habitants, elle représente la 6e unité urbaine du département du Var et occupe le 17e rang dans la région Provence-Alpes-Côte-d'Azur.
En 2021, sa densité de population s'élève à 116 hab/km2. Par sa superficie, elle représente 2,31 % du territoire départemental et, par sa population, elle regroupe 1,46 % de la population du département du Var.

## Composition de l'unité urbaine en 2020
Elle est composée des quatre communes suivantes :
| Nom              | Code Insee | Département | Statut       | Superficie (km2) | Population (dernière pop. légale) | Densité (hab./km2) | Modifier                                    |
| ---------------- | ---------- | ----------- | ------------ | ---------------- | --------------------------------- | ------------------ | ------------------------------------------- |
| Besse-sur-Issole | 83018      | Var         | ville-centre | 37,19            | 3 123 (2022)                      | 84                 | modifier les données · modifier les données |
| Carnoules        | 83033      | Var         | ville-centre | 25,49            | 4 120 (2022)                      | 162                | modifier les données · modifier les données |
| Gonfaron         | 83067      | Var         | ville-centre | 40,42            | 4 349 (2022)                      | 108                | modifier les données · modifier les données |
| Pignans          | 83092      | Var         | ville-centre | 34,87            | 4 767 (2022)                      | 137                | modifier les données · modifier les données |

## Évolution démographique
| 1968  | 1975  | 1982  | 1990  | 1999  | 2010   | 2015   | 2021   |
| ----- | ----- | ----- | ----- | ----- | ------ | ------ | ------ |
| 6 195 | 6 123 | 6 867 | 8 538 | 9 776 | 13 708 | 14 757 | 16 019 |